# Kopaczówka (obwód iwanofrankiwski)
Kopacziwka (ukr. Копачівка) – wieś na Ukrainie, w  obwodzie iwanofrankiwskim, w rejonie bohorodczańskim.
Wieś powstała na części dawnej miejscowości Saseniówka.